# Mostapha Mansouryar
Mostapha Mansouryar est un réalisateur iranien né à Téhéran en 1981.

## Biographie
Il commence très jeune par réaliser des clips musicaux et des courts métrages, dont un documentaire sur le chanteur iranien Dariush.
En 2010, il réalise son premier long-métrage Chut ! En 2011, il réalise Everything Is Calm (en persan همه چی آرومه) produit par Amir Samavati et sorti en salles en Iran en 2012 après sa sélection au Festival du film de Fajr, à Téhéran.

## Filmographie
Courts-métrages
- 1997 : Le Souffle de la rose rouge (Nafase gole sorkh), fiction
- 2001 : L'Adresse perdue (Neshanie gomshodeh), documentaire
- 2009 : Le Secret de la nuit (Ramze Shab), fiction
- 2011 : La Boîte noire (Jabe siyah), fiction

Longs-métrages
- 2010 : Chut ! (Hiss)
- 2011 : Everything Is Calm (Hame chiz aroomeh)